# هوگو اشتراوس
هوگو اشتراوس (آلمانی: Hugo Strauß؛ ۲۵ ژوئن ۱۹۰۷ – ۱ نوامبر ۱۹۴۱) قایقران روئینگ اهل رایش آلمان بود.
وی در مسابقات کشوری و بین‌المللی در مجموع برندهٔ ۱ مدال طلا شده‌است.